# 马来西亚—马尔代夫关系
马来西亚－马尔代夫关系（英語：Malaysia–Maldives relations）是马来西亚与马尔代夫之间的双边关系。马尔代夫在吉隆坡设有高级专员公署，而马来西亚则通过驻斯里兰卡可伦坡高级专员公署兼辖马尔代夫事务。自1968年建交以来，马来西亚一直是马尔代夫的重要合作伙伴之一，为马尔代夫的发展带来了许多贡献。1984年11月10日，时任马来西亚首相马哈迪·莫哈末访问马尔代夫。